# Ulrich Meve
Ulrich Meve  (1958 ) es un botánico alemán. Ha realizado expediciones a Tanzania (1999) y a Filipinas en 2006.
Perteneció al equipo científico del "Instituto de Botánica y Jardín botánico de la Universidad Westf. Wilhelms, y en 2008 se ubica en el "Departamento de Sistemática Vegetal" de la Universidad de Bayreuth.

## Algunas publicaciones
- Alejandro, G J; Meve, U; Liede-Schumann, S. 2008. Two new species of Mussaenda (Rubiaceae) from Panay. Bot. J. of the Linnean Soc. 158, 87–92

- Liede-Schumann, S; Meve, U: Liede-Schumann, S. & Meve, U. 2008. Nomenclatural novelties and one new species in Orthosia (Apocynaceae, Asclepiadoideae). Novon, 18 (2), 202-210

- Wolff, D; Meve, U; Liede-Schumann, S. 2008. Pollination ecology of Ecuadorian Asclepiadoideae (Apocynaceae). Basic & Applied Ecology, 9, 24-34

- Endress, M; Liede-Schumann, S; Meve, U. 2007. Advances in Apocynaceae: the enlightenment, an introduction. Ann. of the Missouri Botanical Garden, 94 (2), 259–267

- Meve, U; Liede-Schumann, S. 2007. Ceropegia (Apocynaceae, Asclepiadoideae, Ceropegiinae): paraphyletic, but still taxonomically sound. Ann. of the Missouri Bot. Garden, 94, 392-406

- Thiv, M; Meve, U. 2007. A phylogenetic study of Echidnopsis Hook. f. (Apocynaceae-Asclepiadoideae): taxonomic implications and the colonization of the Socotran archipelago. Plant Systematics & Evolution, 265, 71-86

- Jürgens, A; Dötterl, S; Meve, U. 2006. The chemical nature of fetid floral odors in stapeliads (Apocynaceae-Asclepiadoideae-Ceropegieae). New Phytologist, 172, 452-468

- Liede-Schumann, S; Meve, U. 2006. A database and electronic interactive key for the genera of Periplocoideae, Secamonoideae and Asclepiadoideae (Apocynaceae). Taxon, 55 (3), 811-812

- Liede-Schumann, S; Meve, U. 2006. Calciphila, a new genus in African Asclepiadeae (Apocynaceae, Asclepiadoideae), and taxonomic rectifications in Cynanchum. Novon, 16 (3), 368-373

- Hassan, N; Meve, U; Liede-Schumann, S. 2005. Seed coat morphology of Aizoaceae-Sesuvioideae, Gisekiaceae and Molluginaceae, and its systematic significance. Bot. J. of the Linnean Soc. 148, 189-206

- Liede-Schumann, S; Meve, U. 2005. Notes on succulent Cynanchum species in East Africa. Novon, 15, 320-324

- Liede, S; Meve, U. 2004. A new combination in Matelea Apocynaceae–Asclepiadoideae). Novon, 14, 314

- Liede, S; Meve, U. 2004. Revision of Metastelma (Apocynaceae - Asclepiadoideae) southwestern North and Central America. Ann. of the Missouri Bot. Garden, 91 (1), 31-86

- Meve, U; Liede, S. 2004. Generic delimitations in tuberous Periplocoideae from Africa and Madagascar. Ann. of Botany, 93, 404-414

- Meve, U; Liede, S. 2004. Subtribal division of Ceropegieae. Taxon, 53(1), 61-72

- Liede, S; Meve, U. 2002. Dissolution of Cynanchum sect. Macbridea (Apocynaceae - Asclepiadoideae). Nordic J. Bot. 22 (5), 579-591

- Liede, S; Meve, U; Täuber, A. 2002. What is the subtribe Glossonematinae (Apocynaceae - Asclepiadoideae)? - A phylogenetic study based on cpDNA spacer. Bot. J. Linn. Soc. 139, 145-158

- Meve, U; Liede, S. 2002. Floristic exchange between mainland Africa and Madagascar: A case study of Apocynaceae - Asclepiadoideae. J. of Biogeography, 29, 865-873

- Meve, U; Liede, S. 2002. A molecular phylogeny and generic rearrangement of the stapelioid Ceropegieae (Apocynaceae-Asclepiadoideae). Plant Systematics and Evolution, 234, 171-209

- Meve, U; Omlor, R; Liede, S. 2002. A new combination in Tylophora (Apocynaceae, Asclepiadoideae) from the Philippines. Systematic and Geography of Plants, 72, 27-32

- Liede, S; Meve, U. 2001. New combinations and new names in Malagasy Asclepiadoideae (Apocynaceae). Bull. Mus. natl. Hist. nat. Paris, sect. B, Adansonia, sér. 3, 23 (2), 347-351

- Liede, S; Meve, U. 2001. Taxonomic changes in American Metastelmatinae (Apocynaceae - Asclepiadoideae). Novon, 11, 171-182

- Meve, U; Liede, S. 2001. Reconsideration of the status of Lavrania, Larryleachia and Notechidnopsis (Asclepiadoideae-Ceropegieae). S. Afr. J. Bot., 67, 161-168

- Meve, U; Liede, S. 2001. Inclusion of Tenaris and Macropetalum in Brachystelma (Apocynaceae-Asclepiadoideae-Ceropegieae) inferred from non-coding nuclear and chloroplast DNA sequences. Plant Systematics and Evolution, 228, 89-105

- Meve, U; Masinde, P S; Sentner, U; Liede, S. 2001. RAPD analysis and taxonomic reconsideration of the Ceropegia aristolochioides complex (Apocynaceae - Ceropegieae). Plant Biology, 3, 622-628

- Meve, U; Liede, S. 1999. The Asclepiadoideae and Periplocoideae (Apocynaceae s.l.) of the Thunberg herbarium. Nordic J. Bot., 19, 129-138

- Liede, S; Meve, U. 1997. Some clarifications, new species and new combinations in American Cynanchum. Novon, 7 (1), 38-45

- Meve, U; Liede, S. 1997. Sarcostemma antsiranense, a new species from Madagascar. Kew Bull. 52(2), 491-494

- Liede, S; Meve, U. 1996. The circumscription of the genus Karimbolea Descoings. Brittonia, 48(4), 501- 507

- Liede, S; Meve, U. 1996. Two new species and one new combination in leafless Malagasy Cynanchum (Asclepiadaceae). Novon, 6(1), 59-63

- Meve, U; Liede, S. 1996. Sarcostemma R.Br. (Asclepiadaceae) in East Africa and Arabia. Bot. J. Linn. Soc., 120(1), 21-36

- Meve, U; Liede, S. 1996. A new species from Ethiopia and an interesting disjunction in Tylophora (Asclepiadaceae). Edinburgh J. of Botany, 53(3), 323-329

- Liede, S; Meve, U. 1995. The genus Sarcostemma in Madagascar. Bot. J. Linn. Soc., 118, 37-51

- Kunze, H; Meve, U; Liede, S. 1994. Cibirhiza albersiana, va new species of Asclepiadaceae, and establishment of the tribe Fockeeae. Taxon, 43 (3) 367-376

- Liede, S; Meve, U. 1994. A new species of Tylophoropsis (Asclepiadaceae), and notes on the genus. Kew Bull. 49 (4) 749-756

- Meve, U; S Liede. 1994. Cynanchum crassipedicellatum (Asclepiadaceae), a new and unusual succulent from Madagascar., Novon, 4 (3) 276-279

- Meve, U; Liede, S. 1994. Pollination in Stapeliads - new results and a literature review. Plant Systematics and Evolution, 192, 99-116

- Meve, U; Liede, S. 1994. A conspectus of Ceropegia L. (Asclepiadaceae) in Madagascar, and the establishment of C. sect. Dimorpha. Phyton (Austria), 34(1), 131-141

- Albers, F; Liede, S; Meve, U. 1993. Deviating chromosome numbers in Asclepiadaceae. Nordic J. Bot., 13(1), 37-39

- Liede, S; Meve, U. 1993. Towards an understanding of the S. viminale (Asclepiadaceae) complex. Bot. J. Linn. Soc., 112, 1-15

- Liede, S; Meve, U; Mahlberg, PG. 1993. On the position of the genus Karimbolea Descoings. Amer. J. Botany, 80(2), 215-221

- Liede, S; Meve, U. 1992. A new species of Sarcostemma (Asclepiadaceae) from Malawi. Novon, 2(3), 223-226

### Libros
- Dennis de Kock; U Meve. "A Checklist of Brachystelma, Ceropegia & the genera of the Stapeliads". 128 p. 24 p. en línea (enlace roto disponible en Internet Archive; véase el historial, la primera versión y la última).

## Honores

### Membresías
- Deutsche Kakteen-Gesellschaft, y desde 1996 a 1997 su presidente.[1]

### Eponimia
Especies
- (Asclepiadaceae) Cynanchum mevei Liede[2]

- La abreviatura «Meve» se emplea para indicar a Ulrich Meve como autoridad en la descripción y clasificación científica de los vegetales.[3]